# Тут не кусаються
«Тут не кусаються» — радянський чорно-білий мультфільм 1937 року. Стрічка знаходиться в громадському надбанні, оскільки випущена понад 70 років тому.

## Сюжет
Зимовий ліс. Звірята вирушають на ковзанку, при вході на яку висить табличка "Тут не кусаються! Туди ж приходить покататися Вовк, який на льоду сама ввічливість. Цим він спокушає молоду Зайчиху, яка вирушає з ним гуляти після катання. Її приятель Заєць чує недобре, і разом зі своїми друзями-музикантами кидається навздогін парочці. Дійсно, відвівши Зайчиху глибше в хащі, Вовк нападає на неї. Друзі поряд, вони вдаряють у барабани, дмухають у труби, чим сильно лякають хижака, і той тікає.